# Liam Holohan
Liam Holohan (Leeds, 22 de febrer de 1988) és un ciclista anglès, professional des del 2009.

## Palmarès
- 2014
  - Vencedor d'una etapa a l'An Post Rás